# Dermatosorus bulbostylidis
Dermatosorus bulbostylidis är en svampart som först beskrevs av Thirum. & Pavgi, och fick sitt nu gällande namn av Vánky 1987. Dermatosorus bulbostylidis ingår i släktet Dermatosorus och familjen Anthracoideaceae.   Inga underarter finns listade i Catalogue of Life.